# フランス国立科学研究センター研究部長
フランス国立科学研究センター（CNRS)研究部長（Directeur de recherche au CNRS、フランスこくりつかがくけんきゅうセンターけんきゅうぶちょう）は、フランス国立科学研究センター（CNRS）の研究員職とともに、CNRSにある2つの公務員研究者の役職のうちの1つである。

## 解説
1982年にジャン＝ピエール・シュヴェーヌマンによって提案された法律と1984年の政令による発展以来、CNRSの研究部長は、候補者のファイル（肩書きや過去の出版物を含む）の審査に基づく外部競争によって採用されるようになった。職能の組織、評価手続き、研究部長の昇進も、CNRSの公務員と同様に、この法律とその施行令によって規定されている。
研究界では、階層的な名称である「CNRS所長」と混同されるような名称は避け、階級と組織の運営を混同しないように「CNRSの研究部長」という言い方が定着している。

## 募集
募集は、内部的には3年以上の職歴を持つCNRSの一級研究員、外部的には8年間（一級研究員に応募する場合は12年間）研究に従事したことを証明できる博士号または同等のディプロマ保持者に門戸が開かれている。研究経験年数は、公立・私立、フランス・外国を問わず、研究機関または高等教育機関で達成された活動とみなされる。これらの年数は、公的または私的な雇用契約や公務員としての採用の枠内で行われた有給の研究活動に相当する。
応募者は、資格、仕事、出版物などを記載した経歴書と、これから取り組もうとする仕事に関する報告書を応募書類に添付し、また、「職業経験」欄には、これまでの主な経歴を明記するする必要がある。
申請書が受理された応募者は、その後、資格審査委員会で審査される。審査員は、応募者の選考会を行うかどうかを決定することができる。口頭試問が行われる分野では、非常に短く、通常15分、その後10分の質疑が行われる。審査終了後、審査員は候補者の数だけメインリストを作成し、補完リストを作成することもある。
これらのリストは、CNRSのディレクターが議長を務める採用委員会に送られる。一般的にはメインリストによるが、必ずしも審査員のリストに従う義務はない。また、採用枠のメインリストのポジションを埋めず、別の募集の補完リストで採用することもできる（その年に募集されたポジションの50％を上限とする）。
入学審査会の審議は非公開で基準は公表されていないが：
- 毎年開催される募集は独立したものであっても、「制度的記憶」が存在し、審査員は通常、前年の募集で非採用になった応募者の順位を考慮する。
- CNRS にとって、外部研究ディレクターの採用は、内部での研究員の昇進よりもはるかにコストがかかる。組織の総予算では、通常、すべてのポジションを外部の候補者で埋めることはできない。
- 最後に、資格の壁を通過した候補者は、その分野の同僚の基準では優秀な科学者と見なされるが、全員がキャリアの同じ段階にいるわけではない。科学的な分野では、年功序列に関して異なる伝統があり、例えば、数学では、新しい部長は他の学問分野よりも若いことが多い。

## 組織
CNRSの研究者はフランスの国家公務員である。そのため、一般的な公務員の身分が適用される。現在、2つの補完的な政令によって統治されている：
- 政令第83-1260号（改正、1983年12月30日付）、公的科学技術施設に勤務する公務員の身体に共通する法令規定を定める。
- 政令第8484-1185-1185号（1984年12月27日付）、CNRS公務員の特別な地位に関する改正、1983年12月30日付の前述の政令の特定の条項を補完、規定、または免除したCNRS職員専用の条文。

CNRSの研究部長は、3つの等級から構成される：
- 2級研究部長（DR2）
- 1級研究部長（DR1）
- 特別研究部長（DRCE）

## 評価と昇進
研究者は毎年、活動報告を行うことが義務付けられており、2年半ごとに活動報告書を提出し、研究者や研究所の評価機関である国家科学研究委員会の審査を受けている。
各等級内での昇格は、ステップの年功序列に従って自動的に行われる。DR1およびDRCEへの昇格は，専ら選択によるものであり、国家科学研究委員会の意見を経て、事務局長が決定する。研究者は、DR2からDR1に昇格する場合は4年、DR1からDRCEに昇格する場合はDR1の第3段階の年功を18ヶ月積めば昇格を申請できる。

## 報酬
各等級には、研究者の報酬を決定するいくつかの段階がある。研究部長の月給総額は3,000ユーロから6,100ユーロである（2007年9月評価）。これらの基本給に加え、半年ごとに650ユーロから1,275ユーロの研究ボーナスが支給され（身体と等級による）、該当する場合には家族手当も支給される。